# Pomatorhinus horsfieldii
Pomatorhinus horsfieldii là một loài chim trong họ Timaliidae.